# 东小村镇
东小村镇，是中华人民共和国山西省大同市阳高县下辖的一个乡镇级行政单位。

## 行政区划
东小村镇下辖以下地区：
东小村、 西小村、东营村、西营村、神泉寺村、讲理村、尉家小堡村、神泉堡村、孙启庄村、下马涧村、上马涧村、永安堡村、第十其村、大咀窑村、神泉窑村、黄庄村、新东村.